# Reihensternmotor

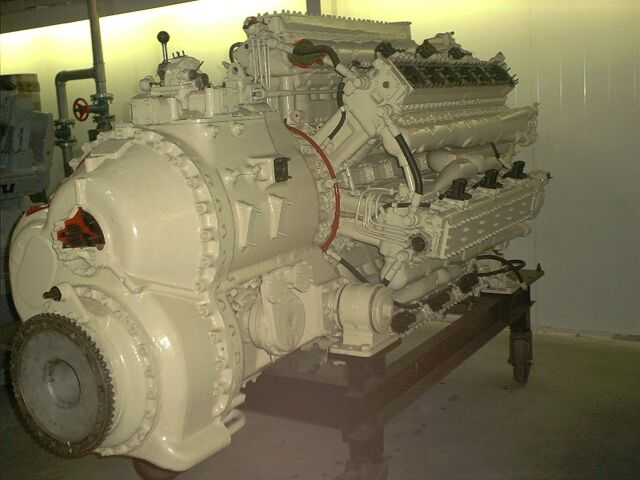
Wassergekühlter 42-Zylinder-Reihensternmotor russischer Bauart (Swesda M503) für den Marineeinsatz

Reihensternmotoren sind mehrzylindrige wassergekühlte Hubkolbenmotoren, bei denen die Zylinder in mehreren Reihen sternförmig um die Kurbelwelle angeordnet sind. Die Konstruktion besteht aus einer Anzahl Reihenmotoren (lediglich eine Zylinderbank), die zu einem Sternmotor kombiniert wurden. Reihensternmotoren sind häufig für große Hubräume und hohe Leistungen in der Größenordnung von etwa 1000–4000 kW ausgelegt.
Da Reihensternmotoren sehr viele Zylinder in äußerst kompakter Bauweise unterbringen, besitzen sie auch eine entsprechend hohe gewichtsbezogene Leistung. Sie werden eingesetzt, wenn eine hohe Leistung auf geringen Raum bereitgestellt werden soll, wie z. B. bei Flug- und Schiffsmotoren.  Beispiele sind der BMW 803, Junkers Jumo 222, Dobrynin WD-4K, Daimler-Benz DB-604, Rolls-Royce Vulture, Pratt & Whitney R-2060, Lycoming XR-7755, Allison X-4520, Swesda M503 sowie der leistungsstärkste und zylinderreichste (56 Zylinder) Reihensternmotor Swesda M520.
Der oft auch als Reihensternmotor bezeichnete „Multibank“-Motor des „Sherman“ (M4A4) Panzers entspricht nicht der Definition eines Sternmotors, da die einzelnen Zylinderbänke jeweils eigene Kurbelwellen besitzen.
Ihre Blütezeit erlebten derartige Triebwerke etwa von 1940 bis 1970. Aufgrund ihrer komplexen Mechanik mit einer sehr hohen Bauteilanzahl wurden sie später durch Motoren mit maximal zwei Zylinderbänken (Reihen-, V- und Boxermotoren) entsprechender Leistungsklassen oder durch Gasturbinen verdrängt.
Baulich verwandt ist der Mehrfachsternmotor, der jedoch typischerweise luftgekühlt ist.